# Freeskate

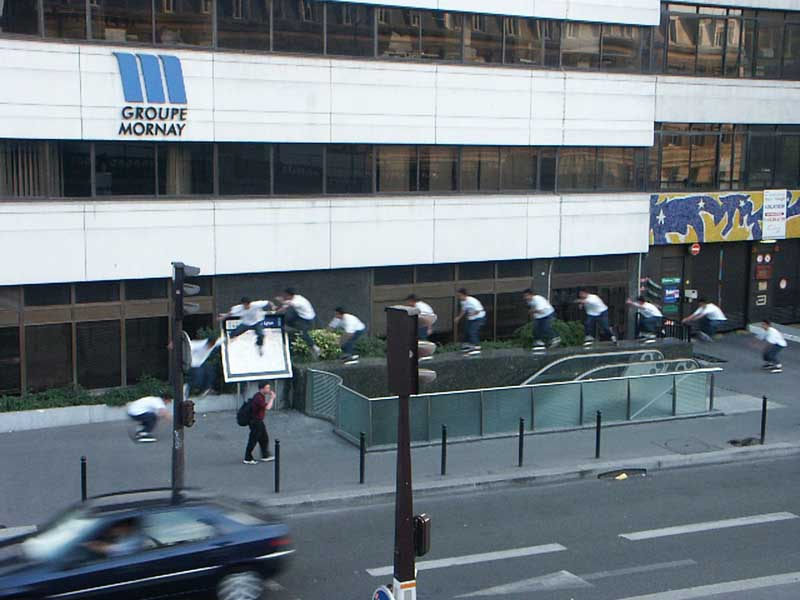
Freeskate in città

Il freeskate è una disciplina del pattinaggio che rappresenta un incrocio tra il normale pattinaggio in linea e il pattinaggio aggressive. Ci si sposta infatti come nel pattinaggio fitness, ma in più vengono aggiunti elementi freestyle e aggressive, cercando di affrontare nella maniera più spettacolare possibile i vari ostacoli che si incontrano per la strada. 

## Dove si pratica
Visto che ci si sposta da un luogo all'altro sfruttando gli ostacoli lungo il percorso, il posto ideale per questa disciplina è la città. Quartieri pianeggianti con fondo stradale sufficientemente liscio si prestano egregiamente per eseguire le innumerevoli acrobazie e per muoversi ad elevata velocità. La situazione attuale in Italia vieta tuttavia l'utilizzo dei pattini al di fuori dei contesti idonei quali le piste.

## Pattini
Il pattino da freeskate è a scarpa rigida ed imbottita come quello aggressive, ma è dotato di ruote più larghe che permettono maggiore stabilità e maggiori velocità. Il telaio dev'essere costruito con materiali resistenti come l'acciaio per non danneggiarsi a seguito di salti, che nel freeskate sono all'ordine del giorno. Nei pattini recenti vengono previsti sistemi di attenuazione degli impatti, detti shock absorber, che vengono installati sotto al tallone.